# Walk the Line
Walk the Line is een film van 20th Century Fox uit 2005, over het leven van de Amerikaanse zanger Johnny Cash en zijn huwelijk met June Carter Cash, gespeeld door respectievelijk Joaquin Phoenix en Reese Witherspoon. Laatstgenoemde ontving voor deze rol een Academy Award. De film is gebaseerd op de verschillende (auto)biografieën zoals Man in Black en Cash: The Autobiography van Patrick Carr.
Regisseur James Mangold ensceneerde voor deze film diverse concerten, opnames en repetities. Acteurs Witherspoon en Phoenix leerden speciaal voor deze film zingen en gitaar en autoharp spelen.
Bijrollen worden vertolkt door onder anderen Tyler Hilton als Elvis Presley, Waylon Payne als Jerry Lee Lewis en Johnathan Rice als Roy Orbison.

## Verhaal
In de film zien we Johnny Cash Junes liefde terugwinnen evenals het respect van zijn vader die hem de dood van zijn broertje verwijt. Het muzikantenbestaan wordt in deze film van zijn romantiek en glamour ontdaan.
De film begint met Cash' bekende concert in Folsom Prison, en vertelt van hieruit via flashbacks hoe zijn leven verliep. Zo luisterde Cash als jongen al op zijn radio naar June Carter, en werd hij beïnvloed door de tragische dood van zijn oudere broer.
Tijdens het vervullen van zijn dienstplicht in West-Duitsland kocht Cash zijn eerste gitaar en schreef zijn eerste nummers.